# Люблинский уезд
Люблинский уезд — административная единица в составе Люблинской губернии Российской империи, существовавшая c 1837 года по 1919 год. Административный центр — город Люблин.

## История
Уезд образован в 1837 году в составе Люблинской губернии Российской империи. В 1919 году преобразован в Люблинский повят Люблинского воеводства Польши.

## Население
По переписи 1897 года население уезда составляло 156 732 человек, в том числе 50 385 в городе Люблине.

### Национальный состав
Национальный состав по переписи 1897 года:
- поляки — 115 267 чел. (73,5 %),
- евреи — 31 845 чел. (20,3 %),
- русские — 5510 чел. (3,5 %),
- немцы — 2609 чел. (1,7 %),

## Административное деление
В 1913 году в состав уезда входило 15 гмин:
| - Белжице — пос. Белжице, - Быхава — пос. Быхава, - Войцехов — д. Войцехов, - Вулька — д. Вулька, - Земборжице — пос. Глуск, - Конопница — пос. Венява, - Кржчонов — с. Кржчонов, - Меллев — с. Меллев, | - Недржевица — д. Недржевица-дужа, - Петровице — д. Петровице, - Пиотрков — д. Яблона, - Пяски — пос. Пяски, - Ходель — пос. Ходель, - Ястков — д. Ястков, - Ящов — пос. Бискупицы. |